# Diocesi di Fondi

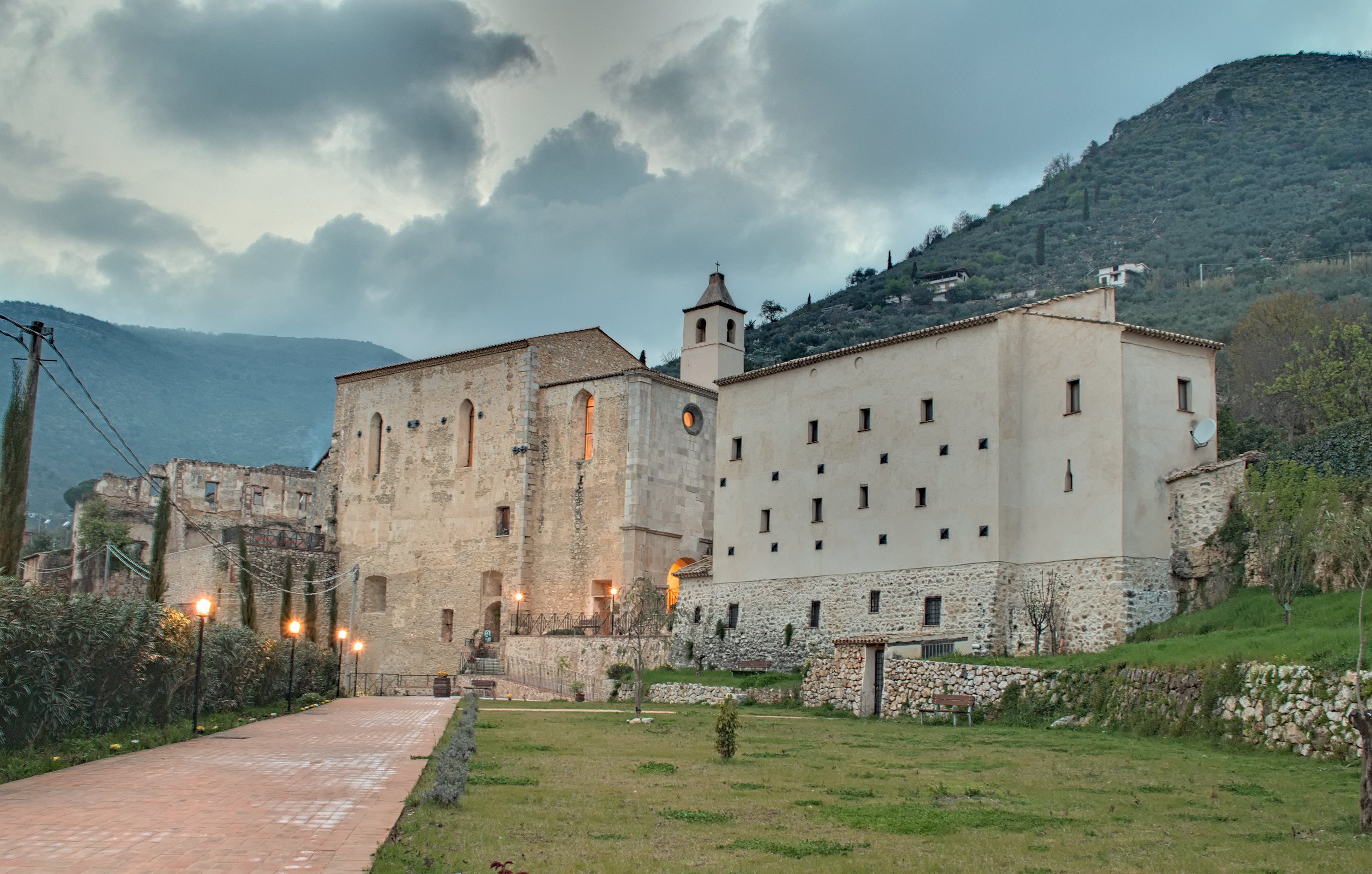
Il monastero di San Magno a Fondi.

La diocesi di Fondi (in latino: Dioecesis Fundana) è una sede soppressa e sede titolare della Chiesa cattolica.

## Territorio
La diocesi comprendeva la città di Fondi, le terre di Monticelli (oggi Monte San Biagio), Campodimele, Lenola, Vallecorsa e Pastena, nonché i castelli di Ambrifi e Acquaviva abbandonati nel XV secolo.
Sede vescovile era la città di Fondi, dove fungeva da cattedrale la chiesa di San Pietro.

## Storia
Secondo la tradizione, comune a molti centri posti lungo la via Appia, la nascita del cristianesimo a Fondi sarebbe legata al passaggio degli apostoli Pietro e Paolo in viaggio verso Roma.
Le prime menzioni di una comunità cristiana a Fondi sono riportate del Liber pontificalis, del VI secolo, secondo il quale papa Sotero (166-175) sarebbe stato originario di Fondi. Nella biografia di papa Antero (235-236), alcune redazioni del Liber riferiscono che il pontefice nominò unum episcopum in civitate Fundis. Lanzoni tuttavia ritiene che queste notizie del Liber non sono molto attendibili, e «riflettono acquisizioni del VI secolo che sembrano adombrare, come aveva notato Duchesne, una predilezione dell'autore del Liber per la città».
Da una lettera di Paolino di Nola, che possedeva delle proprietà nel territorio di Fondi, si è a conoscenza dell'esistenza di una basilicula nella città tra IV e V secolo, che fu ricostruita per iniziativa del vescovo nolano nel 404. Di questa basilica, che fu probabilmente la primitiva cattedrale della diocesi, non si conosce l'esatta ubicazione, benché la tradizione la collochi nel sito dove poi sorse l'odierna cattedrale di San Pietro.
Il primo vescovo documentato di Fondi è Vitale, che prese parte al concilio lateranense indetto da papa Felice III nel 487 e ai concili simmachiani del 499, del 501 e del 502. Nel 592, il vescovo Agnello, a causa della distruzione di Fondi ad opera dei Longobardi, fu nominato da papa Gregorio Magno vescovo di Terracina in quel momento vacante per la morte del vescovo Pietro. Non si conosce per quanto tempo le due diocesi rimasero unite: di certo nel Concilio Lateranense del 649 le due sedi avevano ciascuna un loro proprio vescovo.
Nell'alto medioevo si diffuse a Fondi il culto verso san Magno, le cui reliquie furono traslate a causa delle incursioni dei Saraceni verso la fine del IX secolo. Questo culto si incentrò soprattutto nel sito del monastero che dal santo prese il nome, l'abbazia di San Magno, attestata con questo nome per la prima volta nel 979, ma che è concordemente identificata con il monastero menzionato nei Dialoghi di Gregorio Magno e fondato da sant'Onorato nei primi decenni del VI secolo.
Nel 966 la diocesi di Fondi appare nell'elenco delle numerose suffraganee di Capua nella bolla con cui papa Giovanni XIII erigeva la sede metropolitana capuana. Tuttavia questa attribuzione ebbe una vita effimera, se non addirittura fittizia, poiché la sede di Fondi è sempre documentata come immediatamente soggetta alla Santa Sede.
Testimonianza dell'antica sede vescovile è la cattedra conservata nella chiesa di San Pietro, antica cattedrale diocesana, risalente al periodo tra XII e XIII secolo. È in questa chiesa che nel 1378, dopo l'elezione decisa nel conclave tenuto nel Palazzo Caetani, fu consacrato l'antipapa Clemente VII, atto che diede origine allo Scisma d'Occidente.
«Tra i vescovi, si segnala l'azione di Giovanni Battista Comparini (1591-1616), che fondò il seminario (1596), tenne il primo sinodo diocesano (1605) e svolse una notevole attività pastorale, caratterizzata soprattutto dall'applicazione del concilio di Trento e dalla riaffermazione delle prerogative episcopali e della libertà della Chiesa di fronte all'invadenza degli amministratori locali; di tale attività ci resta il prezioso manoscritto della Sacra visitatio totius Fundanae dioecesis del 1599.»
La diocesi fu soppressa il 27 giugno 1818 con la bolla De utiliori di papa Pio VII e la quasi totalità del suo territorio incorporata nella diocesi di Gaeta.
Dal 1968 Fondi è annoverata tra le sedi vescovili titolari della Chiesa cattolica; dal 10 novembre 2012 il vescovo titolare è Giuseppe Sciacca, presidente emerito dell'Ufficio del lavoro della Sede Apostolica.

## Cronotassi

### Vescovi
- Anonimo ? † (al tempo di papa Antero)
- Vitale † (prima del 487 - dopo il 502)
- Andrea † (fine del VI secolo)[5][10]
- Agnello I † (prima del 592 - dopo il 598)[11]
- Palombo † (menzionato nel 649)
- Agnello II † (menzionato nel 680)
- Formoso † (al tempo di papa Leone III)[12]
- Aliperto (Alberto?) † (menzionato nell'853)[13]
- Ariperto (o Alpertus) † (menzionato nell'861)[14]
- Simeone † (menzionato nel 995)
- Rainerio † (menzionato nel 998)
- Oliviero † (menzionato nel 1000)
- Giovanni I † (prima del 1015 - dopo il 1017)
- Marino (o Martino) † (menzionato nel 1059)
- Gontardo † (documentato nel 1098[15] e nel 1099)
- Benedetto I, O.S.B. † (menzionato tra il 1111 e il 1137)[16]
- Pietro (?) I † (menzionato tra il 1136 e il 1137)[16]
- Giovanni II (menzionato nel 1140)[16]
- V... (menzionato tra il 1154 e il 1159)[16]
- Giovanni III † (ca. 1168 - dopo marzo 1179)[17][18]
- Daniele † (1180 - dopo il 1194)[17][19]
- Benedetto II † (ottobre 1199 - ?)
- Roberto, O.Cist. † (1210 - circa 1227 deceduto)[20]
- Anonimi † (documentati nel 1229, 1234, 1239, 1257, 1263)[17]
- Biagio I † (6 maggio 1268 - dicembre 1288)[17]
- Alberto da Terracina, O.P. † (1289 - ? deceduto)
- Leone † (1300 - 1304 deceduto)
- Giacomo † (13 marzo 1307 - 1316 deceduto)
- Biagio II † (9 febbraio 1317 - 1336 deceduto)
- Pietro II, O.P. † (18 novembre 1336 - ? deceduto)
- Francesco Giovanni Bartolomei † (4 aprile 1343 - 1343 deceduto)
- Andrea Lombardo † (27 ottobre 1343 - 1348 deceduto)
- Leonardo Tacconi † (10 luglio 1348 - 1363 deceduto)
- Giacomo Annibaldi, O.F.M. † (11 agosto 1363 - 24 gennaio 1368 nominato vescovo di Assisi)
- Raimondo, O.F.M. † (24 gennaio 1368 - 1376/1385 deceduto)[21]
- Stefano Sardi † (1391 - 1399 dimesso)

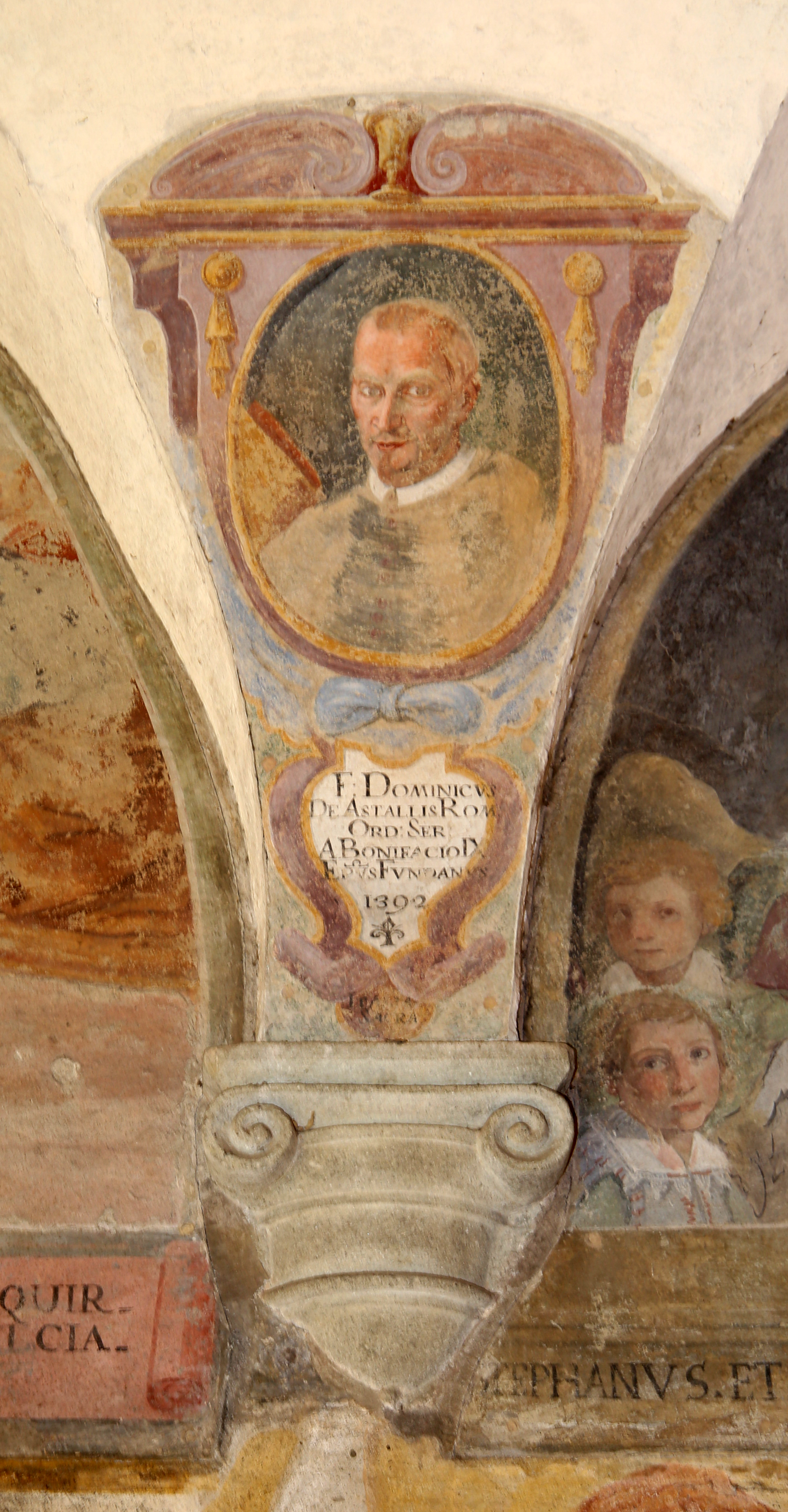
Domenico Astalli

- Domenico Astalli † (18 febbraio 1400 - 2 maggio 1414 deceduto)
- Marcello † (menzionato nel 1416)
- Benedetto III † (14 febbraio 1418 - 4 aprile 1422 nominato vescovo di Veroli)
- Marino De Paulis † (19 ottobre 1422 - 4 settembre 1444 nominato arcivescovo di Acerenza)
- Nicola de Faciis † (27 gennaio 1445 - ?)
- Pietro Caetani † (31 maggio 1476 - 1500 deceduto)
- Nicola Pellegrino † (29 gennaio 1500 - 1520 deceduto)
- Giacomo Pellegrino † (1º ottobre 1520 - 1537 dimesso)
- Giovanni Angelo Pellegrino † (14 marzo 1537 - 14 dicembre 1552 nominato vescovo di Gravina)
- Giovanni Andrea Caffarelli † (14 dicembre 1552 - 1555 dimesso)
- Fausto Caffarelli † (17 luglio 1555 - 1566 deceduto)
- Matteo Guerra † (24 gennaio 1567 - 30 gennaio 1576 nominato vescovo di San Marco Argentano)
- Pio Lottieri, O.S.B. † (27 febbraio 1576 - 1591 deceduto)
- Giovanni Battista Comparini † (5 aprile 1591 - 1616 deceduto)
- Lelio Veterano † (5 dicembre 1616 - 1619 deceduto)
- Giovanni Agostino Gandolfo † (28 gennaio 1619 - 3 dicembre 1635 nominato vescovo di Sant'Agata de' Goti)
- Maurizio Rogano † (7 aprile 1636 - 1640 deceduto)
- Giovanni Pietro Pinto, O.F.M. † (13 agosto 1640 - settembre 1661 deceduto)
- Simone Oliverio † (13 marzo 1662 - 1º novembre 1668 deceduto)
- Filippo Alfieri Ossorio † (1º aprile 1669 - 24 febbraio 1693 deceduto)
- Matteo Gagliani † (20 luglio 1693 - 15 gennaio 1703 nominato vescovo di Sora)
- Vittore Felice Coucci † (12 febbraio 1703 - luglio 1715 deceduto)
  - Sede vacante (1715-1719)
- Conone Luchino dal Verme † (8 febbraio 1719 - 16 dicembre 1720 nominato vescovo di Ostuni)
- Antonio Carrara † (20 gennaio 1721 - 21 marzo 1757 deceduto)
- Onofrio Rossi † (26 settembre 1757 - 9 aprile 1764 nominato vescovo di Ischia)
- Giovanni Calcagnini † (9 aprile 1764 - 24 dicembre 1775 deceduto)
- Raffaele Tosti † (29 gennaio 1776 - circa 1781 deceduto)
  - Sede vacante (1781-1792)
- Gennaro Vincenzo Tortora † (27 febbraio 1792 - 1814 ? deceduto)
  - Sede vacante (1814-1818)

### Vescovi titolari
- Ubaldo Calabresi † (3 luglio 1969 - 14 giugno 2004 deceduto)
- Luigi Ernesto Palletti (18 dicembre 2004 - 20 ottobre 2012 nominato vescovo della Spezia-Sarzana-Brugnato)
- Giuseppe Sciacca, dal 10 novembre 2012